# Haplocanthosaurus
Haplocanthosaurus (gr. "lagarto de espinazo simple") es un género de dinosaurio
saurópodo, que vivieron a finales del período Jurásico, hace aproximadamente 156 y 144 millones de años, en el Kimmeridgiense y el Titoniense, en lo que es hoy Norteamérica. El nombre hace referencia a las espinas dorsales de las vértebras, al ser simples y no dobles como en otros saurópodos de la misma formación. Fue descubierto por primera vez por un joven estudiante universitario llamado Edwin Delfs en Colorado. Los especímenes de las dos especies, Haplocanthosaurus priscus y Haplocanthosaurus delfsi, han sido encontrados en la parte inferior de la Formación Morrison, junto con Hesperosaurus, Eobrontosaurus, y Allosaurus jimmadensi.

## Descripción
Haplocanthosaurus fue uno de los saurópodos más pequeños de Morrison. Si bien algunos saurópodos de Morrison pudieron alcanzar longitudes de más de 20 metros, Haplocanthosaurus fue más pequeño, alcanzando una longitud total de alrededor de 15 metros y un peso estimado de 13 toneladas. Siendo uno de los más pequeños saurópodos de la Formación Morrison. Poseían patas delanteras más largas que las traseras lo que le otorgaba a la espalda una curva descendente. Presentaban un cuello largo con 14 vértebras y una cola en forma de látigo.

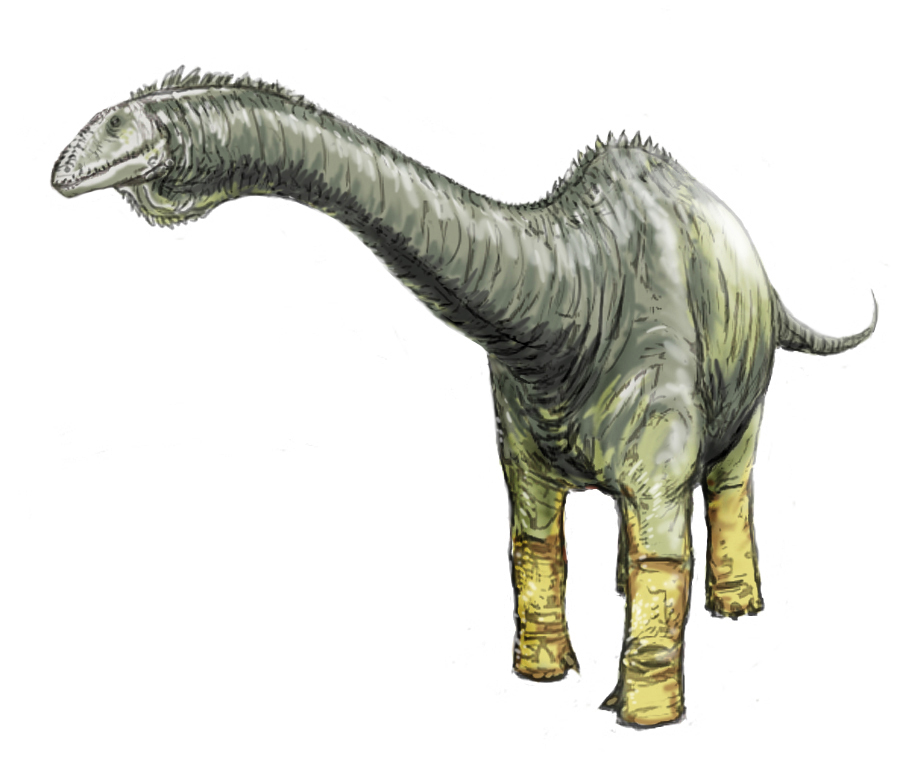
Reconstrucción de H. delfsi.

Haplocanthosaurus es conocido por muchos elementos, principalmente de vértebras. En la parte media y posterior de la vértebras cervicales de Apatosaurus, Camarasaurus, Cetiosaurus y Haplocanthosaurus, la lámina intraprezygapofisial está separada de la raíz del canal neural por una lámina vertical de la línea media. En las últimas cervicales y en la mayoría de los dorsales craneales, el borde lateral de la lámina prezigapofisaria se ensancha y se engrosa. Hatcher en 1 interpretó que esto formaba el área de unión de los músculos de los que se suspendía la lámina escapular. Los contornos ovalados dorsoventralmente alargados son característicos de Haplocanthosaurus y solo Camarasaurus que también los poseen. Las parapófisis restantes como facetas ovales en el margen craneolateral, y las espinas sacras 1-3 fusionadas también se encuentran tanto en Haplocanthosaurus como en Camarasaurus.
El espécimen de Cetiosaurus OUMNH J13695 tiene una cresta horizontal baja en cada una de sus superficies laterales, creando una sección transversal ligeramente subhexagonal, y esa característica también se ve en Cetiosauriscus, los caudales anteriores de Haplocanthosaurus, y las caudales 15-30 de Omeisaurus. Además, el área alrededor de la periferia de cada cara articular se aplana, creando una apariencia "biselada", y también ocurre en Haplocanthosaurus y Cetiosauriscus.
El Haplocanthosaurus se distingue por vértebras dorsales que carecen de láminas centrodiapofisarias craneales. Además, se distingue por láminas intrapostsiogapofiseal alargadas, procesos transversales dorsales dirigidos dorsoventralmente que se aproximan a la altura de las espinas neurales, y el extremo distal de la lámina escapular está expandido dorsalmente y ventralmente.

## Descubrimiento e investigación

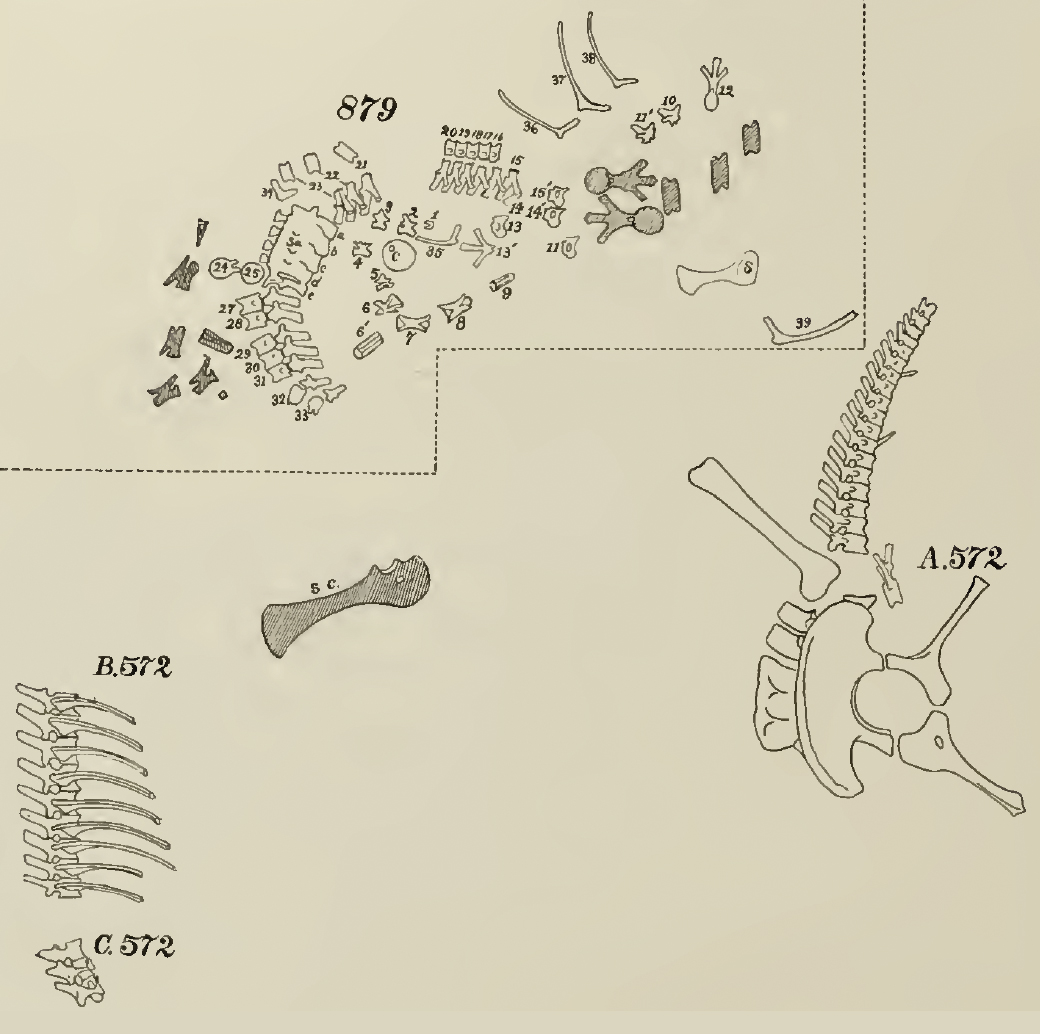
Mapa de cantera que muestra el holotipo de H. priscus

A principios de siglo XX, se descubrieron dos esqueletos incompletos en Colorado, Estados Unidos, los cuales fueron descritos en 1903 como Haplocanthus priscus. Al estar ocupado el nombre por un pez acantodio, se cambió a Haplocanthosaurus utterbacki y luego a H. priscus en 1903, manteniendo el nombre original de la especie. Sin embargo, el nombre no estaba preocupado es un sentido técnico absoluto, puesto que había una variación en el deletreo: el pez fue nombrado Haplacanthus Louis Agassiz en 1845, no Haplocanthus. Por lo que Haplocanthus seguía siendo el nombre un válido para este dinosaurio, el error de no fue notado hasta muchos años después de que el nombre Haplocanthosaurus se hubiera fijado en la literatura científica. Cuando el error finalmente fue descubierto, una petición fue enviada al ICZN, el cuerpo que gobierna nombres científicos en zoología, que desechó oficialmente el nombre Halplocanthus y declaró Haplocanthosaurus el nombre oficial según la opinión #1633 de la ICZN. En 1988, una segunda especie fue nombrada a partir de material originalmente clasificado por Marsh en 1889 como Morosaurus agilis, bajo el nombre de Haplocanthus delfsi.
Hay cuatro especímenes conocidos de Haplocanthosaurus, uno de H. delfsi y tres de H. priscus. De estos, el tipo de H. delfsi es el único lo suficientemente completo para montar. El espécimen montado ahora se encuentra en el Museo de Historia Natural de Cleveland, aunque con una réplica de cráneo completamente especulativa, ya que el cráneo real no fue recuperado y  con una postura de fricción de la cola . Todos estos pertenecen a las zonas estratigráficas 1, 2 y 4. Los especímenes recientemente descritos de una región diferente de la Formación Morrison se asignaron a Haplocanthosaurus en 2014. El estudio que los describió observó que Haplocanthosaurus se conoce a ciencia cierta de al menos cuatro muestras, H. priscus, CM 572, H. utterbacki (= H. priscus)  CM 879, H. delfsi, CMNH 10380 y H. sp., MWC 8028. Además hay hasta siete especímenes adicionales que han sido asignados a Haplocanthosaurus?  o Haplocanthosauridae indet.. Un espécimen potencial ha sido apodado "Big Monty" por su descubrimiento en Montana. Se ha afirmado que mide un increíble 33 metros de largo. Sin embargo, hay mucha controversia alrededor del espécimen y, como tal, se sabe muy poco al respecto.

## Clasificación

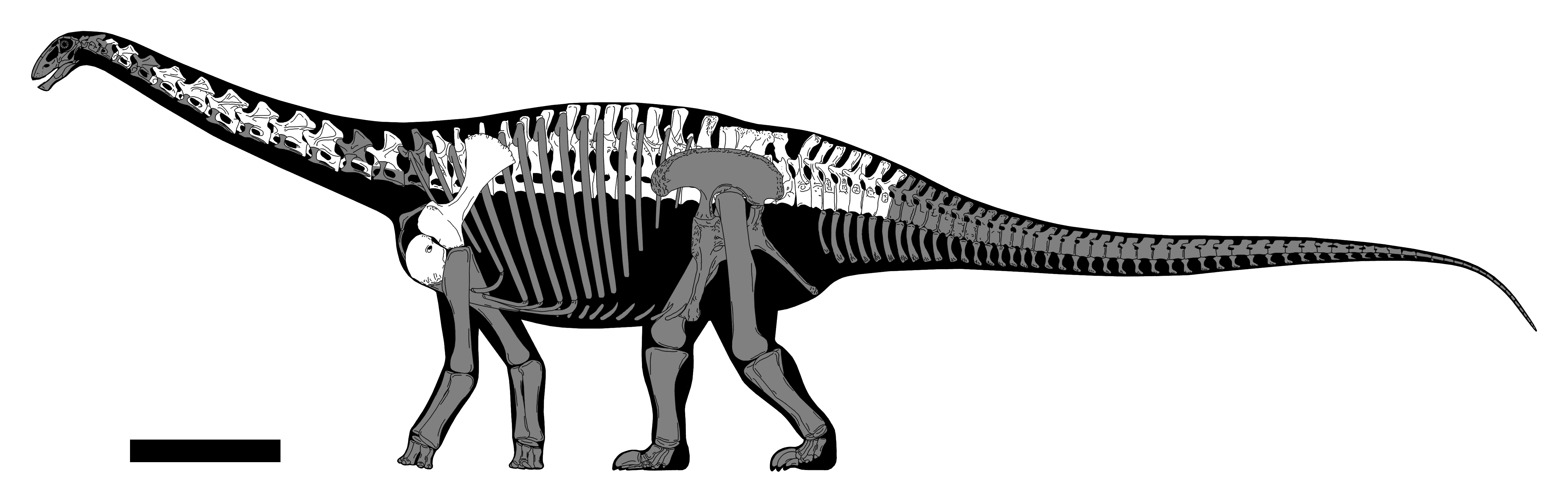
Diagrama esquelético que muestra el material conocido de Haplocanthosaurus priscus espécimen CM 879

El haplocantosaurio es considerado como el último de los cetiosáuridos, José Fernando Bonaparte decidió en 1999 que Haplocanthosaurus difiere los bastante de otros saurópodos para autorizar su propia familia, la Haplocanthosauridae.
Estudios filogenéticos han fallado en clarificar las exactas relaciones de Haplocanthosaurus más halla de toda duda. Los estudios han encontrado varias posiciones entre ellas el de ser el más primitivos que los neosaurópodos, un macronaria primitivo, relacionado con el ancestro de formas más avanzadas como Camarasaurus y los  braquiosáuridos), o un muy primitivo diplodocoide, más cercano a Diplodocus que a los  titanosauriformes, pero más primitivos que los  rebaquiosáuridos. En 2005, Darren Naish y Mike Taylor revisaron las diversas posiciones propuestas de Haplocanthosaurus en su estudio de la filogenia de diplodocoides. Descubrieron que podría ser un eusauropodo no neosauropodo, un macronario basal o un diplodocoide basal. En 2011, un análisis realizado por Whitlock recuperó a Haplocanthosaurus como el miembro basalmost de Diplodocoidea, la tercera potencialidad de Taylor & Naish. En 2015, se publicó un análisis filogenético a nivel de espécimen, que encontró que Haplocanthosaurus es un diplodocoide confirmado, ya sea muy basal o más derivado que los rebbachisauridos. Su cladograma de ponderación implícita se muestra a continuación.

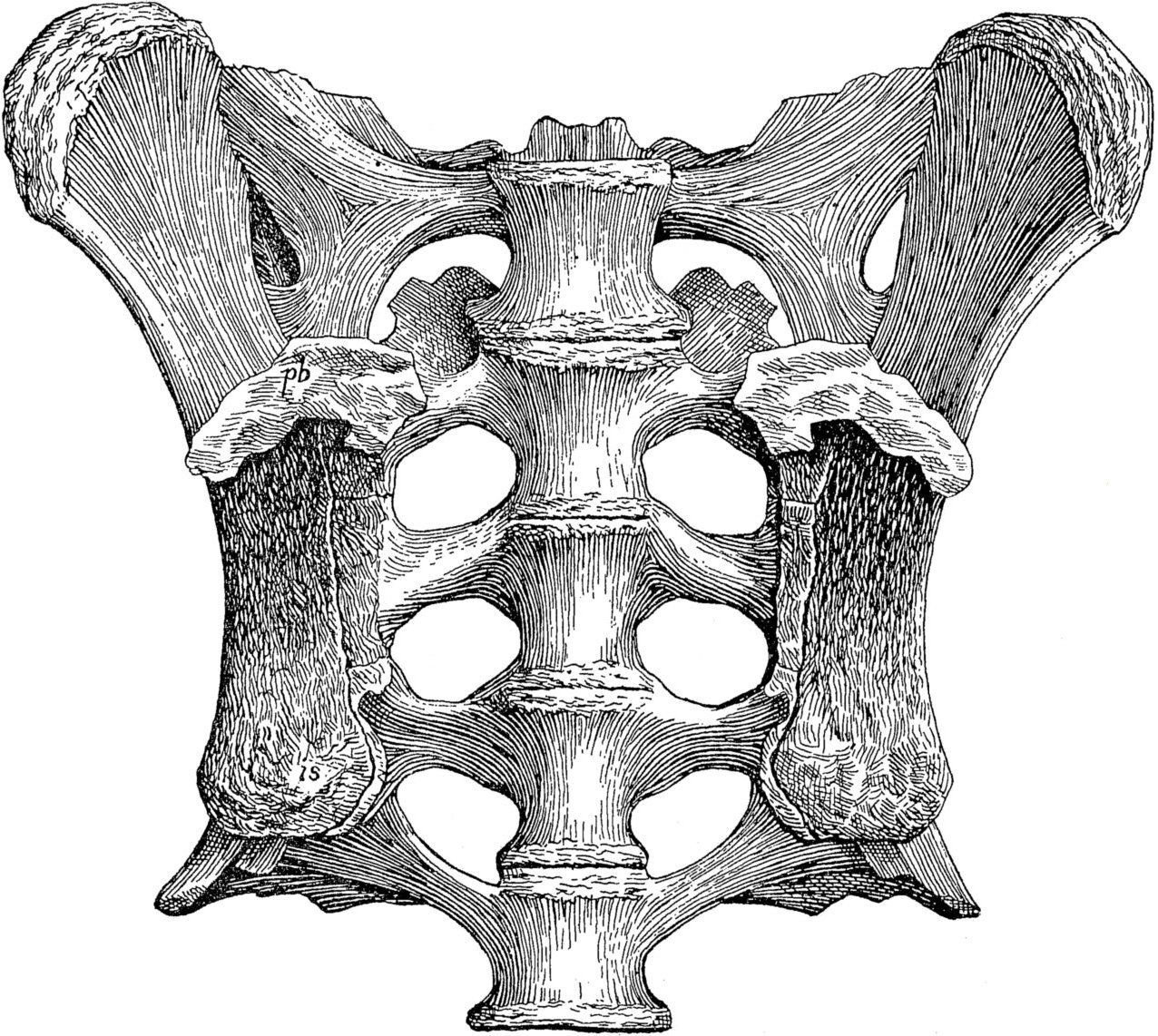
Sacro de Haplocanthosaurus priscus.

### Filogenia
En 2005, Darren Naish y Mike Taylor repasó las varias posiciones propuestas de  Haplocanthosaurus en su estudio de la filogénia de los diplodocoides. Estas posiciones se representan en el cladograma a continuación.

|  | Haplocanthosaurus? |
|  |                    |
|  | Camarasauromorpha  |
|  |                    |

|                 | Rebbachisauridae                                                 |
|                 |                                                                  |
| Flagellicaudata | \| \| Dicraeosauridae \| \| \| \| \| \| Diplodocidae \| \| \| \| |
|                 | \| \| Dicraeosauridae \| \| \| \| \| \| Diplodocidae \| \| \| \| |
|                 | Dicraeosauridae                                                  |
|                 |                                                                  |
|                 | Diplodocidae                                                     |
|                 |                                                                  |

|  | Dicraeosauridae |
|  |                 |
|  | Diplodocidae    |
|  |                 |

|                 | Rebbachisauridae                                                 |
|                 |                                                                  |
| Flagellicaudata | \| \| Dicraeosauridae \| \| \| \| \| \| Diplodocidae \| \| \| \| |
|                 | \| \| Dicraeosauridae \| \| \| \| \| \| Diplodocidae \| \| \| \| |
|                 | Dicraeosauridae                                                  |
|                 |                                                                  |
|                 | Diplodocidae                                                     |
|                 |                                                                  |

|  | Dicraeosauridae |
|  |                 |
|  | Diplodocidae    |
|  |                 |

|  | Haplocanthosaurus? |
|  |                    |
|  | Camarasauromorpha  |
|  |                    |

|                 | Rebbachisauridae                                                 |
|                 |                                                                  |
| Flagellicaudata | \| \| Dicraeosauridae \| \| \| \| \| \| Diplodocidae \| \| \| \| |
|                 | \| \| Dicraeosauridae \| \| \| \| \| \| Diplodocidae \| \| \| \| |
|                 | Dicraeosauridae                                                  |
|                 |                                                                  |
|                 | Diplodocidae                                                     |
|                 |                                                                  |

|  | Dicraeosauridae |
|  |                 |
|  | Diplodocidae    |
|  |                 |

|                 | Rebbachisauridae                                                 |
|                 |                                                                  |
| Flagellicaudata | \| \| Dicraeosauridae \| \| \| \| \| \| Diplodocidae \| \| \| \| |
|                 | \| \| Dicraeosauridae \| \| \| \| \| \| Diplodocidae \| \| \| \| |
|                 | Dicraeosauridae                                                  |
|                 |                                                                  |
|                 | Diplodocidae                                                     |
|                 |                                                                  |

|  | Dicraeosauridae |
|  |                 |
|  | Diplodocidae    |
|  |                 |

|  | Haplocanthosaurus? |
|  |                    |
|  | Camarasauromorpha  |
|  |                    |

|                 | Rebbachisauridae                                                 |
|                 |                                                                  |
| Flagellicaudata | \| \| Dicraeosauridae \| \| \| \| \| \| Diplodocidae \| \| \| \| |
|                 | \| \| Dicraeosauridae \| \| \| \| \| \| Diplodocidae \| \| \| \| |
|                 | Dicraeosauridae                                                  |
|                 |                                                                  |
|                 | Diplodocidae                                                     |
|                 |                                                                  |

|  | Dicraeosauridae |
|  |                 |
|  | Diplodocidae    |
|  |                 |

|                 | Rebbachisauridae                                                 |
|                 |                                                                  |
| Flagellicaudata | \| \| Dicraeosauridae \| \| \| \| \| \| Diplodocidae \| \| \| \| |
|                 | \| \| Dicraeosauridae \| \| \| \| \| \| Diplodocidae \| \| \| \| |
|                 | Dicraeosauridae                                                  |
|                 |                                                                  |
|                 | Diplodocidae                                                     |
|                 |                                                                  |

|  | Dicraeosauridae |
|  |                 |
|  | Diplodocidae    |
|  |                 |

|  | Haplocanthosaurus? |
|  |                    |
|  | Camarasauromorpha  |
|  |                    |

|                 | Rebbachisauridae                                                 |
|                 |                                                                  |
| Flagellicaudata | \| \| Dicraeosauridae \| \| \| \| \| \| Diplodocidae \| \| \| \| |
|                 | \| \| Dicraeosauridae \| \| \| \| \| \| Diplodocidae \| \| \| \| |
|                 | Dicraeosauridae                                                  |
|                 |                                                                  |
|                 | Diplodocidae                                                     |
|                 |                                                                  |

|  | Dicraeosauridae |
|  |                 |
|  | Diplodocidae    |
|  |                 |

|                 | Rebbachisauridae                                                 |
|                 |                                                                  |
| Flagellicaudata | \| \| Dicraeosauridae \| \| \| \| \| \| Diplodocidae \| \| \| \| |
|                 | \| \| Dicraeosauridae \| \| \| \| \| \| Diplodocidae \| \| \| \| |
|                 | Dicraeosauridae                                                  |
|                 |                                                                  |
|                 | Diplodocidae                                                     |
|                 |                                                                  |

|  | Dicraeosauridae |
|  |                 |
|  | Diplodocidae    |
|  |                 |

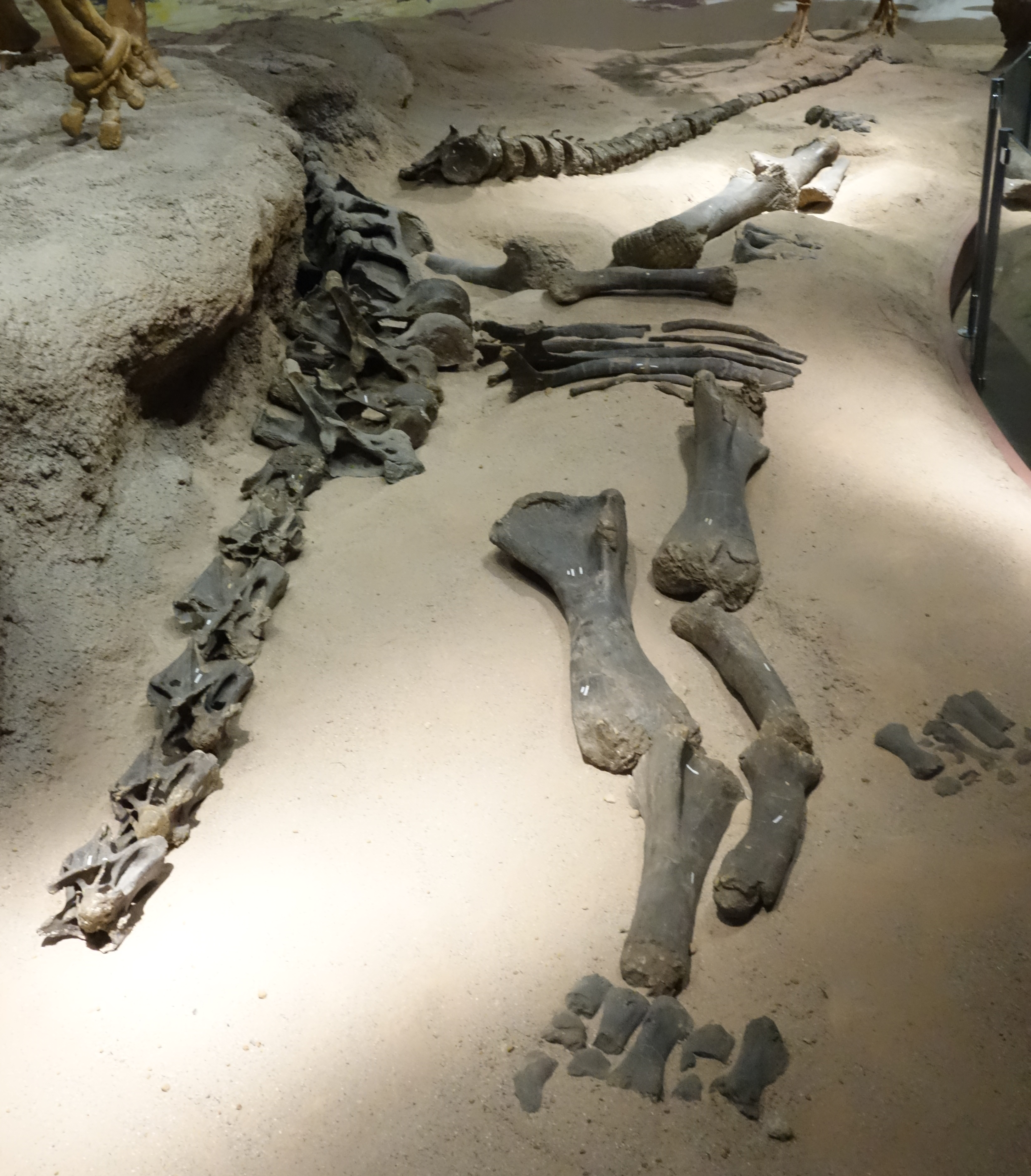
Espécimen FHPR 1106

En 2015, se publicó un análisis filogenético a nivel de espécimen, que encontró que Haplocanthosaurus es un diplodocoide confirmado, ya sea muy basal o más derivado que los rebaquisáuridos. Su cladograma de ponderación implícita se muestra a continuación.

|  | Limaysaurus   |
|  |               |
|  | Cathartesaura |
|  |               |

|  | Nigersaurus   |
|  |               |
|  | Demandasaurus |
|  |               |

|  | Limaysaurus   |
|  |               |
|  | Cathartesaura |
|  |               |

|  | Nigersaurus   |
|  |               |
|  | Demandasaurus |
|  |               |

|  | Limaysaurus   |
|  |               |
|  | Cathartesaura |
|  |               |

|  | Nigersaurus   |
|  |               |
|  | Demandasaurus |
|  |               |

|  | Limaysaurus   |
|  |               |
|  | Cathartesaura |
|  |               |

|  | Nigersaurus   |
|  |               |
|  | Demandasaurus |
|  |               |

|  | Limaysaurus   |
|  |               |
|  | Cathartesaura |
|  |               |

|  | Nigersaurus   |
|  |               |
|  | Demandasaurus |
|  |               |

|  | Limaysaurus   |
|  |               |
|  | Cathartesaura |
|  |               |

|  | Nigersaurus   |
|  |               |
|  | Demandasaurus |
|  |               |

|  | Limaysaurus   |
|  |               |
|  | Cathartesaura |
|  |               |

|  | Nigersaurus   |
|  |               |
|  | Demandasaurus |
|  |               |

|  | Limaysaurus   |
|  |               |
|  | Cathartesaura |
|  |               |

|  | Nigersaurus   |
|  |               |
|  | Demandasaurus |
|  |               |

|  | Limaysaurus   |
|  |               |
|  | Cathartesaura |
|  |               |

|  | Nigersaurus   |
|  |               |
|  | Demandasaurus |
|  |               |

|  | Limaysaurus   |
|  |               |
|  | Cathartesaura |
|  |               |

|  | Nigersaurus   |
|  |               |
|  | Demandasaurus |
|  |               |

|  | Limaysaurus   |
|  |               |
|  | Cathartesaura |
|  |               |

|  | Nigersaurus   |
|  |               |
|  | Demandasaurus |
|  |               |

|  | Limaysaurus   |
|  |               |
|  | Cathartesaura |
|  |               |

|  | Nigersaurus   |
|  |               |
|  | Demandasaurus |
|  |               |

|  | Limaysaurus   |
|  |               |
|  | Cathartesaura |
|  |               |

|  | Nigersaurus   |
|  |               |
|  | Demandasaurus |
|  |               |

|  | Limaysaurus   |
|  |               |
|  | Cathartesaura |
|  |               |

|  | Nigersaurus   |
|  |               |
|  | Demandasaurus |
|  |               |

|  | Limaysaurus   |
|  |               |
|  | Cathartesaura |
|  |               |

|  | Nigersaurus   |
|  |               |
|  | Demandasaurus |
|  |               |

|  | Limaysaurus   |
|  |               |
|  | Cathartesaura |
|  |               |

|  | Nigersaurus   |
|  |               |
|  | Demandasaurus |
|  |               |